# В империи орлов
«В импе́рии орло́в» (нем.: Im Reich der Adler) — немецко-российский 8-серийный приключенческий телефильм 1996 года режиссёра Донована Скотта, по мотивам романа Жюля Верна «Дети капитана Гранта»; Общая продолжительность 6 часов 10 минут, в сокращённой версии 115 минут.

## Сюжет
1854 год. Капитан Грант, старший британский офицер, терпит кораблекрушение и бесследно исчезает. После смерти матери, его двое детей Роберт и Мэри стали работать на жестокого фермера. Как-то шотландец лорд Джон Гленарван ловит акулу и находит в её животе бутылку с сообщением, что капитан Грант был взят русскими в плен. Лорд Джон и дети капитана отправляются на его поиски — это начало захватывающего дух авантюрного путешествия.
Серии:
- 1. Тайна бутылочной почты
- 2. Пиратский остров
- 3. На жизнь и смерть
- 4. В плену
- 5. Казаки
- 6. Страшный замок
- 7. В лапах орла
- 8. Побег

## В ролях
- Крис Браунинг — лорд Джон Гленарван
- Кэсси Брэнхэм — Николь
- Адам Грегор — майор Джордж МакНанн
- Сонни Карл Дэвис — граф Жан де Флюри
- Михаил Тихонов — Роберт Грант
- Виктория Айзентир — Мэри Грант
- Донован Скотт — Вилли фон Карновиц
- Джордж Перес[англ.] — юный шотландец
- Игорь Дмитриев — капитан Грант
- Владимир Толоконников — пещерный отшельник
- Ральф Вольтер[англ.] — брат Юрий, монах
- Павел Остроухов — настоятель монастыря
- Сергей Клановский — Финт
- Сергей Галкин — пират
- Анатолий Мамбетов — пират
- Райнер Шёне[англ.] — пират
- Андрей Руденский — принц Уэльский

А также Наталия Егорова, Виктор Евграфов и другие.

## Съёмки
Бо́льшая часть натуры была отснята в Крыму в течение 1993—1994 годов. Базировавшаяся в посёлке Никита съёмочная группа работала на горе Ай-Петри, в Эски-Кермене, Чуфут-Кале, пещерах Инкерманского монастыря, а также в природных ландшафтах Южного берега (Адалары, Никитской расселине и других).
Значительную долю составили трюковые съёмки с привлечением группы каскадёров. При выполнении одного из трюков на палубе тяжёлую травму получил Виктор Евграфов.
Парусники для морских сцен и иные технические услуги предоставляла Ялтинская киностудия. Сцены кораблекрушения снимались в бассейне Одесской киностудии.